# Kasabonika Airport
Kasabonika Airport är en flygplats i Kanada.   Den ligger i provinsen Ontario, i den östra delen av landet, 1 300 km nordväst om huvudstaden Ottawa. Kasabonika Airport ligger 196 meter över havet. Den ligger vid sjön Kasabonika Lake.
Terrängen runt Kasabonika Airport är mycket platt. Trakten runt Kasabonika Airport är nära nog obefolkad, med mindre än två invånare per kvadratkilometer..
I omgivningarna runt Kasabonika Airport växer i huvudsak barrskog.